# Љубомир Кљакић
Љубомир Кљакић (Сињ, 1951) српски је политиколог, социолог, антрополог, истраживач и писац. Био је уредник и издавач у неким од најбитнијих редакција и културних и издавачких кућа Југославије — Студент, Видици, Студентски културни центар у Београду, „Просвета“, „Нолит“, „Рад“ итд.

## Биографија
Основну школу и гимназију завршио у Косовској Митровици. Студирао је на Факултету политичких наука у Београду где је и дипломирао 1975. године. На истом факултету похађао је последипломске студије политичке социологије и положио испите. Живи и ради у Београду.
Уређивао је више листова, часописа и издавачких кућа. Био је главни уредник Политиколога и Студента, члан редакције часописа Видици, Идеје, Марксистичка мисао. Сада је члан редакције часописа Национални интерес.
Био је директор Студентског културног центра у Београду 1979–1984. године. Био је уредник у издавачким предузећима „Просвета“, „Нолит“, ИЦС, СИЦ, као и уредник за друштвену теорију и публицистику у ИП Рад (1985–1992), уредник делâ Владимира Дедијера, члан Раселове историјске комисије за Југославију, члан Секретаријата Раселовог суда о Јасеновцу, један од оснивача Института за истраживање словенске цивилизације Прохор Пчињски — Београд — Нови Сад, оснивач и дир. Архива Кљакић (1991–2003), аутор и директор пројекта Академија Нова — Центар за истраживање и производњу идеја (1993–2003).
Био је учесник рата 1999, помоћник министра за Косово и Метохију у Влади Републике Србије, задужен за односе са страним војним и цивилним мисијама на КиМ (мај 2007. — јун 2008) и члан Центра за националну стратегију и члан његовог Савета (2003–11).
Као издавач, уредник и оснивач различитих библиотека — Сусрет светова, Изазови, СИЦ, Сведочанства, Дијалог, Mixed Media, Печат, Рад, Свеске Архива — објавио је око 60 књига домаћих и страних аутора из области друштвених наука и публицистике, с укупним тиражом од приближно 120.000 примерака. Оснивач је Студијске групе за европске перспективе, као и више других неформалних истраживачких група. Конципирао је и организовао бројне трибине, научне скупове и симпозијуме у земљи и иностранству, учествовао у неколико десетина јавних расправа (трибине, телевизијске и радио емисије, научни скупови) у Србији, Југославији и свету, између осталог и капиталног скупа Могуће стратегије развоја Србије Српске академије наука и уметности 2014. године.
Објавио је више стотина текстова у српским, југословенским и иностраним штампаним и електронским медијима — дневни листови, недељници и специјализовани недељници, научни часописи, зборници радова с научних скупова, радио станице и интернет портали.
Радови су му превођени на енглески, руски, македонски, словеначки, мађарски, чешки и француски језик.

## Важнија дела
- Пред-постављање револуције, Истраживачко-издавачки центар ССО Србије, 1979 Београд, 1979.
- Ледени брегови: Прилози за критичку анализу југословенског друштва, Истраживачко-издавачки центар ССО Србије, Београд, 1985
- Трећи светски рат: Југославија и „нови светски поредак”, ауторско (xerox) издање, Београд, 1991.
- Ослобађање историје, I–III, I, Почетак пута, Архив Кљакић, Београд, 1993.
- Како помоћи Европи, Архив Кљакић — „Ђуро Салај“, Београд, 1993.
- Српска револуција 2000: Неколико мисли о локалним и светским пословима, е–издање, Београд, 2000–2003.
- Студије будућности 1987–2004, „Народна књига“ – „Алфа“, Београд, 2005.
- Космополис: Оглед о целини света и управљању светским пословима (2007), е–издање, Београд, 2010.
- Криза: Корисни идиоти и колапс Србије, „Наш печат“ — Фонд „Слободан Јовановић“ Београд, 2011.

## Признања (секција под израдом)
- Звање Витез од духа и хумора (Гашин сабор, 2018), додељују Центар за уметност стрипа Београд при Удружењу стрипских уметника Србије и Дечји културни центар Београд[3]